# Eumetra
Eumetra is een geslacht van haarsterren uit de familie Antedonidae.

## Soort
- Eumetra chamberlaini A.H. Clark, 1908